# 陈泰初墓
陈泰初墓，位于中国广东省揭阳市黄岐山，为揭阳市的一个市、县级文物保护单位，类型为古墓葬，公布时间为1996年。
陈泰初墓的历史年代为宋代。